# Cuchillo Sangriento
Cuchillo Sangriento (en inglés: Bloody Knife; en sioux: Tȟamila Wewe; en arikara: Neesi RAhpát ; ca. 1840 – 25 de junio de 1876) fue un indígena americano que sirvió como explorador y guía para el 7.º Regimiento de Caballería de los Estados Unidos. Fue el explorador favorito del teniente coronel George Armstrong Custer y se le ha llamado "quizás el explorador nativo americano más famoso que sirvió en el Ejército de los EE. UU.".
Nació de un padre sioux hunkpapa y una madre arikara alrededor de 1840. Fue maltratado y discriminado por los demás sioux de su aldea debido a su origen, en particular por Gall, un futuro jefe. Siendo adolescente, dejó su aldea junto con su madre para vivir con la tribu Arikara. Sus hermanos murieron durante una incursión sioux dirigida por Gall en 1862. Cuchillo Sangriento encontró empleo como mensajero y cazador para la American Fur Company y más tarde sirvió bajo el mando de Alfred Sully antes de colaborar como explorador para George Custer en varias expediciones militares. Murió de un tiro en la cabeza el 25 de junio de 1876, durante la batalla de Little Bighorn.

## Primeros años
Aunque se desconocen su fecha y lugar de nacimiento exactos, probablemente nació entre 1837 y 1840 en el Territorio de Dakota. Su padre era un sioux hunkpapa y su madre miembro de la tribu arikara, también conocida como ree. Junto con sus hermanos y quizás una hermana, vivió con la tribu de su padre durante su primera infancia, pero no fue bien tratado por ellos debido a su enemistad con la gente de su madre. Cuchillo Sangriento llegó a odiar a los sioux y especialmente a uno llamado Gall. Gall era el hermano adoptivo de Toro Sentado, pero aunque Toro Sentado también había maltratado a Cuchillo Sangriento, fue con Gall con quien Cuchillo Sangriento desarrolló una disputa duradera. Cuando su madre dejó a su padre en 1856 para regresar a su propia tribu, Cuchillo Sangriento se unió a ella. A los quince años, se encontraba en el Alto río Misuri, en un puesto comercial de la American Fur Company llamado Fort Clark.
Los conflictos entre los arikaras y los sioux eran habituales allí, y los grupos de guerra sioux atacaban a los arikaras que se alejaban demasiado del fuerte. A pesar de la amenaza que representaban, Cuchillo Sangriento asumió y tuvo éxito en la peligrosa tarea de entregar correo a otros fuertes en Missouri y a Fort Totten en Dakota del Norte. Sin embargo, no pasó esos años ileso. Durante una visita a su padre, fue, en contra de la protección habitual concedida a los invitados, atacado y emboscado por Gall y varios otros hunkpapas que lo golpearon severamente, lo desnudaron, le escupieron, se burlaron de él y lo golpearon con porras y baquetas de mosquete. En el otoño de 1862, dos de sus hermanos fueron asesinados, mutilados y escalpados por un grupo de guerra sioux liderado por Gall. Sus cuerpos fueron abandonados para que los lobos se los comieran.

## Primeros años como explorador y guía
Después de trabajar para la American Fur Company, acompañó al general de brigada Alfred Sully en 1865 como explorador en su expedición sioux. Cuchillo Sangriento resultó útil para el grupo de Yankees Galvanizados, soldados prisioneros del Ejército de los Estados Confederados que sirvieron a la Unión en el Oeste americano en lugar de cumplir condena en un campo de prisioneros de guerra en Fort Berthold. También trabajó como mensajero, ayudando a las tropas a comunicarse con otras unidades militares en la zona, que todavía estaba controlada principalmente por los sioux. A fines de 1865, se reunió con el capitán Adams Bassett de la Compañía C, Cuarto Regimiento de Infantería Voluntaria de los Estados Unidos, a quien le dijo que Gall había llegado recientemente cerca de Fort Berthold, que no era pacífico y que había matado hombres blancos a lo largo del río Misuri. Bassett envió un teniente con un pelotón junto con Cuchillo Sangriento para capturar a Gall o matarlo si no se rendía. Cuchillo Sangriento condujo a los soldados a la aldea hunkpapa, al sur del fuerte donde se alojaba Gall. Los hombres intentaron arrestar a Gall al llegar, pero cuando intentó escapar, lo apuñalaron con bayoneta y lo obligaron a tirarse al suelo, y lo apuñalaron dos veces más con bayonetas. La historia cuenta que Cuchillo Sangriento apuntó a la cabeza de Gall para darle un tiro mortal, pero el oficial al mando desvió el tiro, afirmando que Gall ya estaba muerto. Cuchillo Sangriento discutió furiosamente con el oficial sin éxito. Se fue, dejando a Gall con vida para convertirse en jefe de guerra sioux. Sin embargo, dado que se han contado historias similares sobre Gall intentando matar a Toro Sentado sin éxito, la historia puede ser apócrifa.

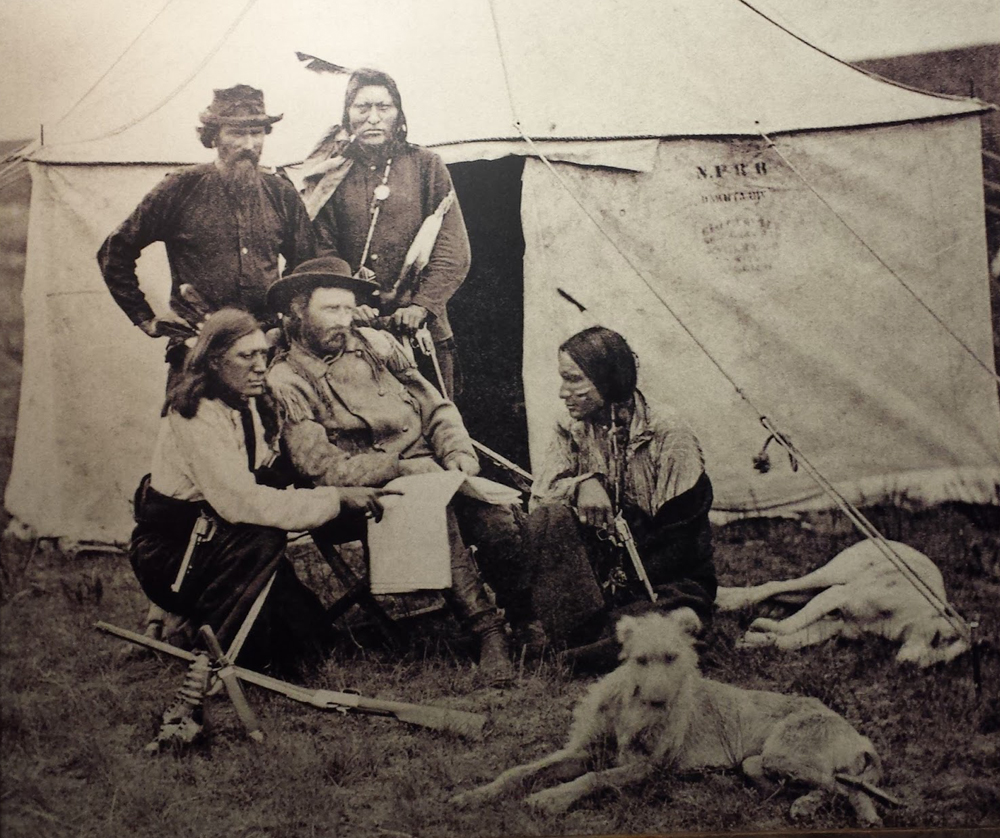
A la izquierda, Cuchillo Sangriento da indicaciones en el mapa arrodillado junto a George Custer, sentado en el centro.

En 1866, el presidente Andrew Johnson autorizó la formación de una fuerza de exploradores indios cuando firmó la Ley de Alistamiento de Exploradores Indios. Cuchillo Sangriento se alistó como cabo en Fort Stevenson en mayo de 1868, pero sus primeros servicios fueron problemáticos. Sufría alcoholismo, que pudo haberlo llevado a abandonar su puesto en septiembre de 1868. En 1872, año de su participación en la expedición a Yellowstone, se convirtió en cabo primero.

## Amistad y primeros trabajos con Custer
En 1873, en Fort Rice, conoció a George Armstrong Custer. Los dos se hicieron amigos y Custer admiraba el talento de Cuchillo Sangriento como explorador. Aunque se dice que Cuchillo Sangriento fue insolente, Custer se divirtió con su franqueza. Él mismo era un hombre volátil, y durante una expedición en 1874 le disparó durante un ataque de ira. Custer ocasionalmente le hacía regalos, incluida una medalla de plata con el nombre "Cuchillo Sangriento" inscrito que Custer encargó a Washington. Se convirtió rápidamente en el explorador favorito de Custer. En la siguiente expedición a Yellowstone, Cuchillo Sangriento se unió a Custer y luchó contra los sioux. Ayudó a descubrir una aldea sioux abandonada en la que, según sus cálculos, vivían unos 1.000 guerreros. El grupo siguió el rastro, que los llevó a una batalla en Yellowstone.

## Expedición a las Colinas Negras

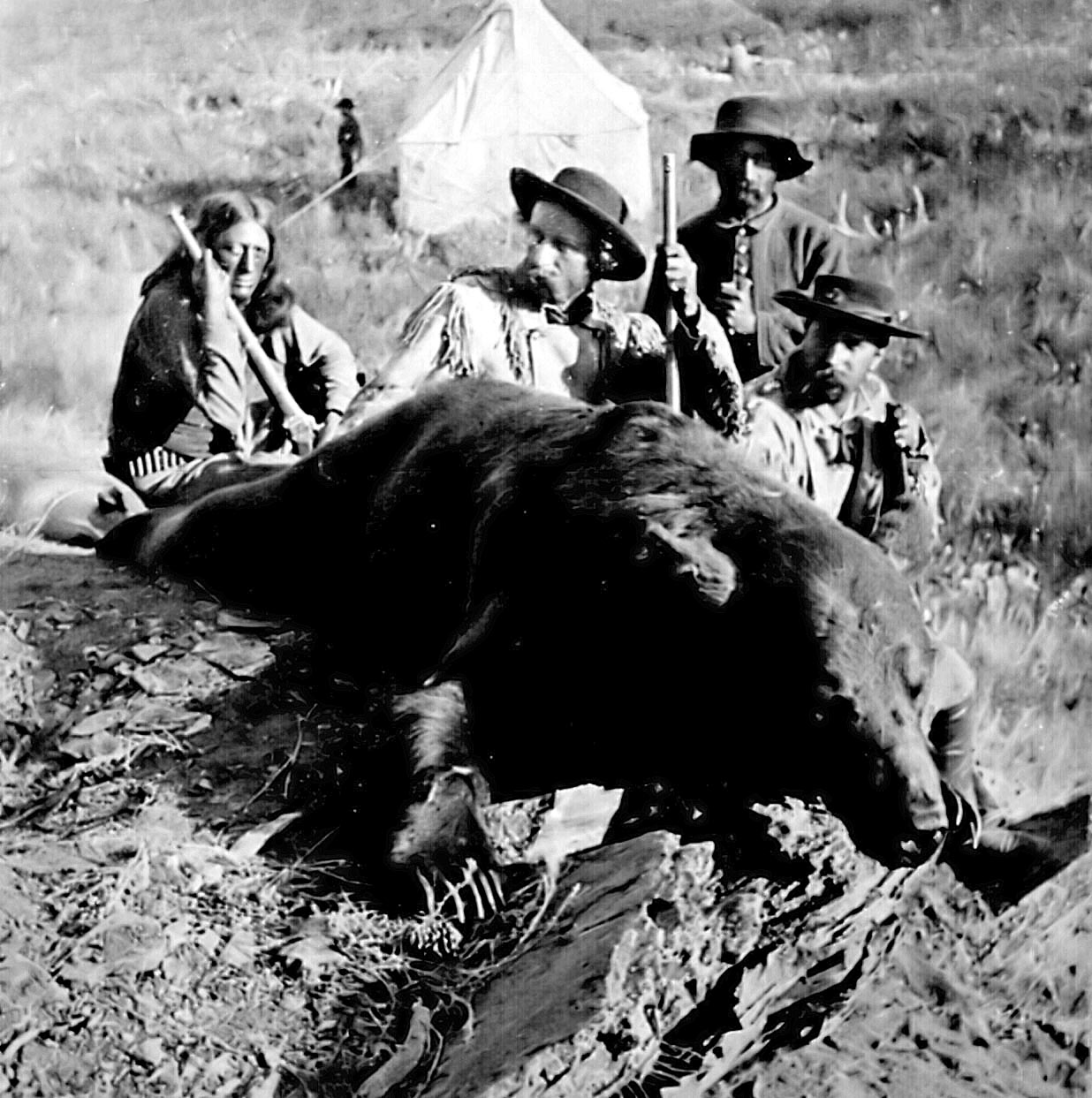
En la imagen, de izquierda a derecha, aparecen Cuchillo Sangriento, George Armstrong Custer, el soldado John Noonan y el capitán William Ludlow, posando con el oso grizzly que abatieron el 7 de agosto de 1874.

En 1874, Bloody Knife participó en la Expedición a las Colinas Negras, que incluía más de mil hombres, geólogos, infantería, caballería, dos mineros, varios reporteros y sesenta y cinco exploradores arikara. Poco antes del comienzo de la expedición, los sioux atacaron la aldea arikara en Fort Berthold, matando a cinco arikaras y un mandan. Uno de los hijos de Cuchillo Sangriento murió en el ataque y otro explorador, llamado Orejas de Oso u Ojo de Oso, perdió a un hermano en el mismo ataque. Cuchillo Sangriento culpó a Gall de la muerte de su hijo. Muchos de los arikara de la expedición querían vengar el ataque y cuando encontraron señales de una banda de sioux en las Colinas Negras, comenzaron a cantar canciones de guerra y adornaron sus caballos y a sí mismos con pintura de guerra. Custer no estaba interesado en resolver las disputas tribales y ordenó a los exploradores no atacar a ningún sioux a menos que le dispararan primero. Cuchillo Sangriento y otros veinticinco arikaras fueron enviados a realizar más exploraciones y encontraron un pequeño campamento de cinco tiendas. Los exploradores esperaron a que Custer llegara con su intérprete, Louis Agard, antes de tomar cualquier acción. Aunque algunos informes sugirieron la presencia de miles de guerreros en las colinas preparándose para atacar, y la mayoría de la expedición pensó que pronto ocurriría una pelea, Cuchillo Sangriento descubrió un grupo de solo veintisiete sioux oglala, que habían estado cortando postes de madera para tipis y cazando en las Colinas Negras y tenían la intención de regresar a la Red Cloud Agency, cien millas al sur de su ubicación. El grupo no tenía conocimiento de los soldados en la zona y todos los oglala, excepto uno, huyeron cuando Agard y algunos de los exploradores se acercaron a ellos.
El 7 de agosto de 1874, Cuchillo Sangriento se encontró con un oso grizzly a unos setenta y cinco metros de donde Custer estaba buscando un lugar para acampar. Custer, que había tenido el sueño toda su vida de matar a un oso grizzly, disparó al oso dos veces con su rifle Remington, alcanzándolo en el muslo, y Cuchillo Sangriento y William Ludlow ayudaron con la matanza. El oso era un macho viejo con dientes rotos, cubierto de cicatrices, y pesaba 800 libras (362,9 kg). Aunque Custer se atribuyó el mérito de abatirlo, algunos creen que la bala fatal fue disparada por Cuchillo Sangriento y la biografía de 2002 The Custer Companion afirma que el golpe de gracia fue un corte en la vena yugular por parte de él.
Durante la expedición a las Colinas Negras (Black Hills), varios carros quedaron atascados en un banco. Custer preguntó de quién era la culpa del retraso y un explorador llamado Charley Reynolds culpó a Cuchillo Sangriento por el incidente. Custer sacó su revólver y disparó en dirección a los dos exploradores. Cuchillo Sangriento y Reynolds se escondieron detrás de unos árboles. Cuchillo Sangriento le dijo entonces a Custer: «No es bueno lo que me has hecho; si yo también hubiera estado poseído por la locura, no verías otro día». Custer respondió: «Hermano mío, fue la locura del momento lo que me impulsó a hacer esto, pero ya pasó. Démonos la mano y volvamos a ser amigos». Cuchillo Sangriento asintió y estrechó la mano de Custer.
Mientras que la mayoría de los exploradores indígenas ganaban 13 dólares al mes, la misma cantidad de salario que recibían las tropas, Custer consiguió un trabajo para Cuchillo Sangriento con el intendente como guía, donde ganaba 75 dólares al mes. El 30 de noviembre de 1874, fue dado de baja del servicio y, por sus esfuerzos en la expedición a las Colinas Negras, recibió 150 dólares adicionales por lo que se denominó su "inestimable ayuda".

## Muerte en la batalla de Little Bighorn
En 1876, durante la campaña de Little Bighorn, Cuchillo Sangriento intentó repetidamente advertir a Custer que había demasiados indios para luchar. A pesar de las abrumadoras probabilidades, se negó a quedarse al margen de la batalla. Según algunos relatos, antes de que comenzara la refriega, Cuchillo Sangriento hizo una señal al sol con las manos y dijo: "No te veré bajar tras las colinas esta noche".
Cuchillo Sangriento fue asignado al mayor Marcus Reno, que tenía un mando de 140 soldados, en la batalla de Little Bighorn el 25 de junio de 1876. Durante la batalla, Custer ordenó a Cuchillo Sangriento y a los otros exploradores arikara y crow ahuyentar las manadas de ponis indios del campamento sioux. Cuando los soldados y exploradores de Reno se acercaron al campamento, los indios, en su mayoría lakota-sioux y cheyennes, los detectaron y rápidamente movilizaron a sus guerreros para atacar a Reno. Los soldados desmontaron rápidamente y formaron una línea de escaramuza para disparar al enemigo, pero siguieron avanzando y la unidad de Reno, en peligro de ser flanqueada, tomó una posición en el bosque cerca del río. Según se informa,  Cuchillo Sangriento estaba de pie junto a Reno, quien le había hecho señas para que se acercara a él para poder preguntarle qué harían los indios cuando su comando comenzara a alejarse de su aldea. Cuchillo Sangriento recibió un disparo en la cabeza, muriendo mientras estaba montado en su caballo antes de responder. Reno, con el rostro manchado con la sangre y sesos que salpicaron de la herida de Cuchillo Sangriento, entró en pánico y ordenó la retirada. Reno y sus hombres se retiraron del bosque al otro lado del río con los guerreros en una persecución agresiva, y su pobre respuesta costó la vida a muchos de sus soldados. Cuchillo Sangriento fue uno de los tres exploradores arikara asignados a Reno que murieron durante la batalla; los otros fueron Pequeño Valiente (también conocido como Sendero del Oso o Pequeño Soldado) y Toro Colacorta. El ejército de Estados Unidos sufrió una enorme derrota.
El cuerpo de Cuchillo Sangriento fue decapitado por los sioux. Según la hermana de Cuchillo Sangriento, sus hijas encontraron su cuerpo en el campo de batalla y, sin saber que era el de su tío, le cortaron la cabeza y la llevaron a la aldea hunkpapa, donde fue exhibida en un poste. Cuando vio la cabeza y la reconoció como la de su hermano, la hermana de Cuchillo Sangriento se horrorizó. Según David Humphreys Miller, un entrevistador que habló con muchos de los participantes y testigos de la batalla, ella gritó: "¡Gall lo ha matado por fin!". Sin embargo, otros relatos no mencionan ni a Gall ni las reacciones de las hermanas al descubrir la identidad de la cabeza. Después de la batalla, las tropas del coronel John Gibbon encontraron e identificaron por su patrón de color gris el cuero cabelludo de Cuchillo Sangriento en una tienda sioux vacía. Estos restos fueron enterrados en el campo de batalla el 27 de junio de 1876. Más tarde, el cuerpo fue enterrado en el cementerio de exploradores y guías cerca de White Shield, Dakota del Norte.

## Legado
Cuchillo Sangriento se había casado con una mujer arikara llamada Joven Mujer Búho o Mujer Búho, en 1866. Tuvieron al menos tres hijos: una niña y dos varones. La hija enfermó y murió el 28 de diciembre de 1870 y fue enterrada en Fort Buford. Un hijo murió en una incursión de los lakota a la aldea arikara antes de la expedición a las Colinas Negras de 1874. El otro vivió hasta 1904, cuando fue asesinado supuestamente por su propia esposa. Joven Mujer Búho fue la heredera legal de Cuchillo Sangriento. El 14 de abril de 1879, se presentó en Fort Berthold para reclamar el pago pendiente por sus servicios al ejército. En 1881, recibió su último salario de 91,66 dólares del gobierno de Estados Unidos.
Las hazañas de Cuchillo Sangriento fueron recordadas en una canción compuesta por los exploradores arikara después de su muerte en la Batalla de Little Big Horn. Su historia se difundió ampliamente y se convirtió en uno de los exploradores más famosos asociados con el ejército. En la miniserie de televisión de 1991 Son of the Morning Star, Bloody Knife fue interpretado por Sheldon Peters Wolfchild.